# La7
«LA7» (читается La Sette, «Семь») — итальянский частный телеканал. До недавнего времени принадлежал компании «Telecom Italia Media» (телесети, принадлежащей телекоммуникационной компании «Telecom Italia»), которая в 2013 году продала его медиагруппе «Cairo Communication».

## История
В 2001 году «Telecom Italia» приобрёл телеканал «Telemontecarlo», вещавший в Монако на итальянском языке. Они объявили своей целью создание в Италии канала, который был бы способен конкурировать с 6-ю национальными каналами, вещавшими на тот момент в Италии. 24 июня 2001 года канал был переименован в «La7». 
Канал стал привлекать популярных ведущих и журналистов. Однако, его рейтинги были значительно ниже общенациональных каналов. В 2010-2011 годах рейтинги возросли из-за появления новостной передачи Энрико Ментаны «TG La7».
30 апреля 2013 года канал был приобретён «Cairo Communication».

## Общие сведения
Транслируется в Италии в цифровом эфире, а также входит в спутниковые пакеты провайдеров «Sky Italia» e «Tivù Sat». Канал является универсальным (то есть с широким жанровым спектром и для всех групп аудитории). При этом его отличает наличие более углублённых программ и большое количество развлекательных.
У «LA7» есть родственный канал, который называется «La7d» («d» от «donna» или «donne») и нацелен на молодую женскую аудиторию (от 25 до 34 лет). Он является частью компании «La7 S.r.l.» и как её часть тоже перешёл во владение группы «Cairo Communication».
Из-за перекрытия сигнала канал доступен также в Албании, Хорватии, Швейцарии, на Мальте, в Черногории, Монако, Словении. 

## Программная политика
Канал позиционируется как универсальный (разножанровый и для всех), но при этом c присутствием более глубоких тематических программ и качественно сделанных, проработанных публицистических передач.
На канале выходят ток-шоу, программы новостей, документальные передачи, программы, посвящённые литературе, природе.